# المركز الثقافي الإسلامي في كوبنهاغن (الدنمارك)
المركز الثقافي الأسلامي في كوبنهاغن، الدنمارك، (بالإنجليزية: The Islamic Cultural Center in Copenhagen, Denmark)‏، يقدم العديد من المحاضرات والدروس الأنشطة الثقافية والاجتماعية والدينية الخاصة بتعاليم الشريعة الإسلامية والتعريف بالإسلام، واللغة العربية، يحوي مكتبة اسلامية مميزة تحوي علوم القرآن الكريم والحديث النبوي الشريف، والسيرة النبوية، والعديد من البحوث الإسلامية والثقافية والاجتماعية.

## نشاطات المركز

### النشاطات الدينية
النشاطات الدينية التي يقوم بها المركز الثقافي في كوبنهاغن:
1. إعداد مواقيت الصلاة وإعلانها وتوزيعها وتوزيع المصحف الشريف.
2. دروس دينية يومية وإسبوعية ورمضانية.
3. عقود الزواج والطلاق وإشهار الإسلام.
4. الإشراف على الأحوال الشخصية للمسلمين وكذلك المقبرة الإسلامية.
5. مدرسة تعليم اللغة العربية.
6. مكتبة إسلامية متنوعة.
7. دروس للتعريف بالإسلام.

### النشاطات الثقافية
1. الطلبة الذين يأتون إلى المركز خمسة أيام في الاسبوع من الساعة الثانية حتى الرابعة بعد العصر يتعلمون اللغة العربية وحفظ القران الكريم.
2. نشاط تعليم اللعة العربية يومي السبت والاحد من الساعة العاشرة حتى صلاة الظهر.
3. يوم الأحد تعليم الكبار باللغة الدنمركية ودروس العقيدة مع شيخ ياسين.
4. درس يومي بعد صلاة العصر.